# ソンマカンパーニャ
ソンマカンパーニャ（伊: Sommacampagna）は、イタリア共和国ヴェネト州ヴェローナ県にある、人口約15,000人の基礎自治体（コムーネ）。ヴェローナの南西近郊に位置する。
市域南西部のクストーツァでは、19世紀のイタリア独立戦争の過程で、前後2度にわたるクストーツァの戦いが行われた。

## 地理

### 位置・広がり
ヴェローナ県西部のコムーネ。ソンマカンパーニャの街は、県都ヴェローナの西南西約12km、マントヴァの北約28km、ブレシアの東南東約52km、州都ヴェネツィアの西約115kmに位置する。

#### 隣接コムーネ
隣接するコムーネは以下の通り。
- ソーナ - 北
- ヴェローナ - 東
- ヴィッラフランカ・ディ・ヴェローナ - 南
- ヴァレッジョ・スル・ミンチョ - 西

### 気候分類・地震分類
気候分類では、zona E, 2612 GGに分類される。
また、イタリアの地震リスク階級 (it) では、zona 2 (sismicità media) に分類される。

## 歴史
19世紀のイタリア統一（イタリア独立戦争）の過程で、クストーツァは2回にわたって戦場となっている（クストーツァの戦い）。
第一次イタリア独立戦争中の1848年7月、国王カルロ・アルベルト率いるサルデーニャ王国軍は、ヨーゼフ・ラデツキー将軍率いるオーストリア軍に敗北している (Battle of Custoza (1848)) 。
第三次イタリア独立戦争中の1866年6月、ラ・マルモラ将軍 (Alfonso Ferrero La Marmora) 率いるイタリア王国軍はオーストリア軍に敗北を喫している (Battle of Custoza (1866)) 。この時、ジュゼッペ・ガリバルディはアルプス猟兵隊を率いてトレンティーノ地方に攻め入り、ベッツェッカの戦いに勝利してトレントを目前にしていたが、クストーツァの敗北を受けたイタリア王国軍から後退を命じられて、「Obbedisco（従う）」と一言だけの電報を返している。

## 社会

### 経済・産業
コムーネはワインの町(città del vino)の一つになっている。

## 文化・観光

### 行事
- 聖母の祭り マドンナ・デル・モンテ(Madonna del Monte)とヴィッラ・ヴェニエール(Villa Venier)の聖域で8月に行われる。

## 姉妹都市
- ハル・イン・チロル （オーストリア）

## スポーツ

### サッカー
サッカークラブチームであるACソンマ (A.C. Somma) がある。2012-2013シーズンはセリエD（5部リーグ）に属している。